# Harry Babcock
Henry Stoddard "Harry" Babcock (Pelham Manor, 15 de dezembro de 1890 – Norwalk, 5 de junho de 1965) foi um atleta norte-americano especialista no salto com vara, campeão olímpico desta modalidade em Estocolmo 1912.
Babcock começou a carreira no atletismo no salto em distância em 1909, mudando para o salto com vara no ano seguinte, onde foi tricampeão nacional da modalidade entre 1910 e 1912. Conquistou a medalha de ouro nestes Jogos com a marca de 3,95 m, então um recorde olímpico.
Depois dos Jogos formou-se em engenharia na Universidade de Columbia, mas passou o resto da vida profissional como vendedor de uma madeireira de Nova York.